# 花哥
花哥（？—973年），辽朝刺杀辽穆宗的人物，本是辽穆宗耶律璟著帐奴隶，契丹族。
花哥负责盥洗事务，因此被称为“盥人”。辽穆宗残忍暴虐，经常用酷刑虐待左右侍从，甚至直接亲手杀死他们。应历十九年（969年）二月，穆宗到怀州黑山（今内蒙古巴林左旗罕山）出猎，在行宫酒醉。花哥不堪穆宗的残暴统治，联合庖人辛古、近侍小哥等六人借进膳之机，持刀进帐杀死穆宗。之后六人逃走潜藏。直到四年后，辽景宗保宁五年（973年）十一月，花哥和辛古、小哥才被辽国朝廷捕获，三人被杀害。